# Usedlost čp. 327 (Štramberk)
Venkovská usedlost čp. 327 stojí na ulici Dolní ve Štramberku v okrese Nový Jičín. Roubený dům byl postaven na začátku 19. století. Byl zapsán do Ústředního seznamu kulturních památek ČR před rokem 1988 a je součástí městské památkové rezervace.

## Historie
Podle urbáře z roku 1558 bylo na náměstí postaveno původně 22 domů s dřevěným podloubím, kterým bylo přiznáno šenkovní právo, a sedm usedlých na předměstí. Uprostřed náměstí stál pivovar. V roce 1614 je uváděno 28 hospodářů, fara, kostel, škola a za hradbami 19 domů. Za panování jezuitů bylo v roce 1656 uváděno 53 domů. První zděný dům čp. 10 byl postaven na náměstí v roce 1799. V roce 1855 postihl Štramberk požár, při němž shořelo na 40 domů a dvě stodoly. V třicátých letech 19. století stálo nedaleko náměstí ještě dvanáct dřevěných domů.
Původní zemědělská usedlost čp. 327 byla postavena na začátku 19. století. První písemné záznamy o existenci gruntu pochází z roku 1614. V roce 1807 byly provedeny velké přestavby a v letech 1995–1996 byla usedlost upravena na hotelové zařízení. Rozsáhlou rekonstrukcí areálu byla negativně ovlivněna původní originalita usedlosti. Objekt je součástí původní předměstské zástavby ve Štramberku. Vesnická usedlost bývala nazývána Matýskovice. Po rekonstrukci v devadesátých letech 20. století je zde hotel Roubenka.

## Stavební podoba
Dům je přízemní roubená stavba na obdélném půdorysu, je orientovaná pětiosou okapovou stranou do ulice. Dispozice je dvojdílná, kterou tvoří střední síň na níž jsou symetricky z každé strany napojeny jizby s komorou. Stavba je roubená z kuláčů. Je postavena na kamenné podezdívce, která vyrovnává svahovou nerovnost. Štít je trojúhelníkový svisle bedněný se dvěma okny a s podlomenicí v patě a malým oknem ve vrcholu štítu. Střecha s vikýři na pravé straně je sedlová krytá taškami. Na roubenku z levé strany se napojuje zděná brána s půlkruhovým zakončením, na kterou navazuje kamenná ohradní zeď. Za roubenkou byla přistavěna nová roubená budova.